# 桶狭间

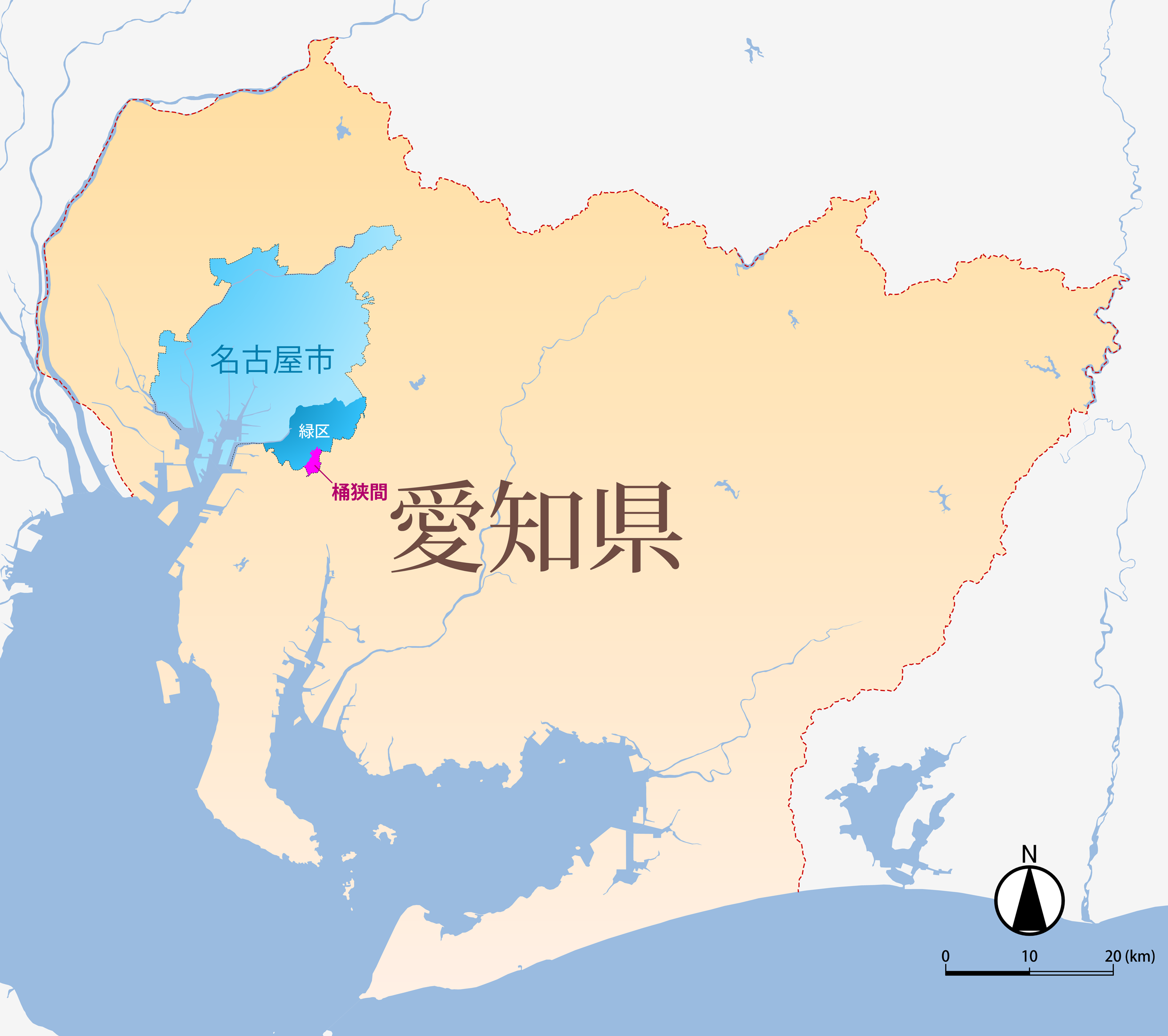
大字桶狭间的位置

桶狭间（日语：／）是一个起源于室町时代初期的日本地名。在室町时代，该地被称为“クケハサマ”或“ホケハサマ”。其原初和历史上的含义是指位于知多半岛根部的丘陵地带。到了安土桃山时代，音韵发生变化，逐渐转为“ヲケハサマ”，并开始指代尾张国知多郡桶廻间村。进入明治时代后，这一名称也成为基本延续该村域的行政区域的地名。如今，“桶狭间”作为地名的泛称，用于指代横跨爱知县名古屋市绿区与丰明市的地区。就行政区划而言，截至2019年（令和元年），名古屋市绿区下属的11个町名中冠有“桶狭间”之名（即“名古屋市绿区桶狭间”、“名古屋市绿区桶狭间上之山”、“名古屋市绿区桶狭间北二丁目”、“名古屋市绿区桶狭间北三丁目”、“名古屋市绿区桶狭间切户”、“名古屋市绿区桶狭间清水山”、“名古屋市绿区桶狭间神明”、“名古屋市绿区桶狭间西”、“名古屋市绿区桶狭间卷山”、“名古屋市绿区桶狭间南”、“名古屋市绿区桶狭间森前”），另还有作为这些町的前身的“名古屋市绿区有松町大字桶狭间”。
从日本全国范围来看，“桶狭间”之名因1560年6月12日（永禄三年五月十九）在旧知多郡北部一带爆发的“桶狭间之战”而广为人知。不过，正如名古屋市的“桶狭间古战场调查委员会”于1966年（昭和四十一年）汇编的《桶狭间古战场调查报告》中所指出的那样，“桶狭间”是“具有模糊广义的地名词”。该战场遗迹远远超出桶廻间村的村域，在更广的范围内留下痕迹。因此，以“桶狭间”命名的地名、史迹、神社、公共设施、商铺、活动，以及与桶狭间之战相关的类似事物，现今在名古屋市与丰明市均可见到。